# كوينسي بوندكستر
كوينسي بوندكستر (بالإنجليزية: Quincy Pondexter)‏ مواليد 10 مارس 1988، هو لاعب كرة سلة أمريكي يلعب مع فريق نيو أورلينز بيليكانز في الرابطة الوطنية لكرة السلة ويحمل الرقم 20. يبلغ طوله 6 قدم 7 بوصة (2.0 م).

## فرق لعب لها
- نيو أورلينز بيليكانز
- ميمفيس غريزليس
- نيو أورلينز بيليكانز

## روابط خارجية
- كوينسي بوندكستر على موقع إن بي أي (الإنجليزية)
- كوينسي بوندكستر على موقع سبورتس رفرنس (الإنجليزية)
- كوينسي بوندكستر على موقع كرة السلة الأوروبية.كوم (الإنجليزية)
- كوينسي بوندكستر على موقع DraftExpress.com (الإنجليزية)
- كوينسي بوندكستر على موقع إي إس بي إن.كوم (الإنجليزية)
- كوينسي بوندكستر على موقع كلية كرة السلة في سبورتس رفرنس.كوم (الإنجليزية)
- كوينسي بوندكستر على موقع ريلجم (الإنجليزية)
- كوينسي بوندكستر على موقع بروبوليرز (الإنجليزية)